# Stacanovismo

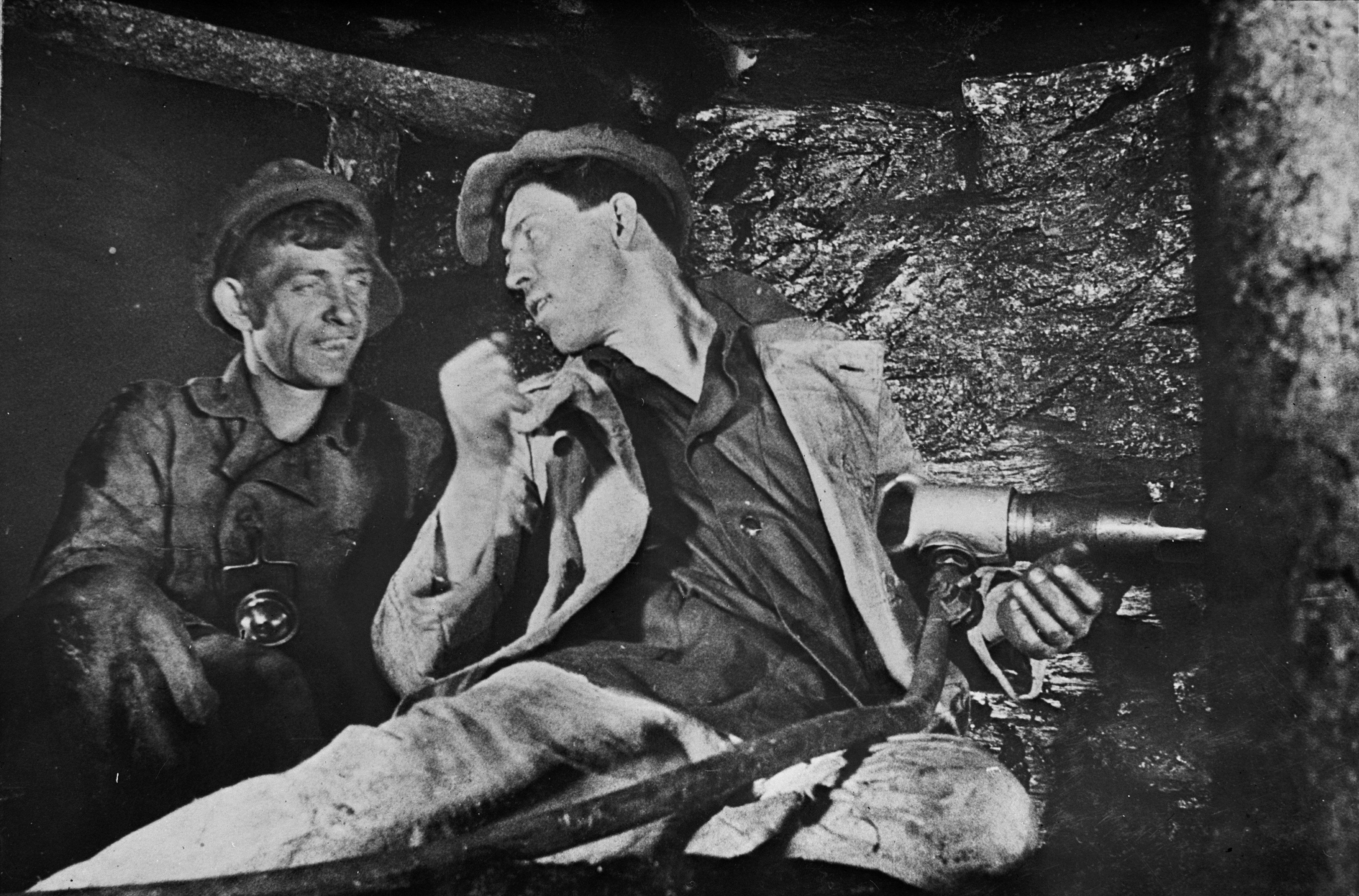
Aleksej Stachanov, a centro foto (anni 30)

Lo stacanovismo è stato un movimento di massa e di propaganda sovietica, iniziato durante il secondo piano quinquennale dell'URSS durante il secondo quarto del XX secolo.

## Storia
Deriva ideologicamente da un particolare sistema di utilizzo dell'attrezzatura di scavo e divisione ed organizzazione del lavoro, ideato da un operaio russo dell'Unione Sovietica del bacino del Don, Aleksej Grigor'evič Stachanov (Алексей Григорьевич Стаханов). Quest'ultimo, infatti, estrasse con una tecnica di divisione dei ruoli lavorativi di sua ideazione, la notte del 31 agosto 1935, 102 tonnellate di carbone, pari a quattordici volte la quota prevista, in meno di sei ore.
La sua immagine fu utilizzata allo scopo di aumentare la produttività di tutti i lavoratori, con l'obiettivo non secondario di "dimostrare al mondo" l'efficacia del sistema del lavoro socialista; il suo esempio diede vita al cosiddetto stacanovismo, l'aumento della produttività individuale unita all'ideazione di nuove tecniche di lavoro. Culmine dell'ideologia produttivistica dell'industrializzazione forzata, l'emulazione stacanovista divenne un fenomeno di massa. Essa comportava premi di produzione in benefici e in denaro e nello stesso tempo costringeva gli operai a raggiungere indici di produttività migliori. Stalin ebbe a dire:
(Марксизм, 27 novembre 2009)

## Utilizzo del termine
Per estensione in italiano la parola stacanovista indica, se usata fuori dal contesto originario dello stacanovismo, una persona che per una qualsiasi ragione si sottopone regolarmente a ritmi estenuanti in una certa attività, chi lavora in modo indefesso e talvolta con connotazioni negative, come la mancanza di rispetto per la propria persona: lo stacanovismo è divenuto quindi sinonimo di totale e/o eccessiva dedizione al lavoro.